# 10 cm Nebelwerfer 35
Le 10 cm Nebelwerfer 35 (10 cm NbW 35 ; Nebelwerfer : « mortier fumigène ») était un mortier lourd utilisé par l'Allemagne pendant la Seconde Guerre mondiale. Tout comme le mortier américain M2 de 4,2 pouces (en), il était destiné à lancer des munitions chimiques, telles que des obus à gaz et fumigènes. Contrairement à l'arme américaine, il semble avoir été destiné dès le début à lancer également des obus explosifs ordinaires. Il était de conception conventionnelle et était pratiquement un GrW 34 de 8 cm agrandi. Il se décomposait en trois charges standard pour le transport. Le tube pesait 31,7 kg, la plaque de base 36,3 kg et le bipied 32,2 kg. Chacune pouvait être portée manuellement sur une certaine distance, mais de petites charrettes à bras étaient fournies pour de plus longues distances. Chaque escouade de mortier était composée d'un chef d'escouade, de trois artilleurs et de trois porteurs de munitions.
Il a d'abord été déployé dans des bataillons « mortier fumigène » appartenant au Corps Chimique de la Heer ; exactement comment les Américains ont initialement déployé leur propre mortier de 4,2 pouces dans des bataillons de mortiers chimiques (en). À partir de 1941, ils sont remplacés par le Nebelwerfer 40 de 10 cm et le lance-roquettes multiple Nebelwerfer 41 de 15 cm.

## Utilisation opérationnelle
Initialement, ils ont été déployés dans les bataillons Nebelwerfer numérotés de 1 à 9, plus le Nebel-Lehr Abteilung (bataillon de démonstration) et ont servi dans la bataille de France et en Russie lors de l'opération Barbarossa.
Des unités spécialisées utilisant ces mortiers ont également été formées, comme le Gebirgs-Werfer-Abteilung 10 (bataillon des mortier de montagne 10) qui a été formé en Finlande début 1942 en agrandissant Nebelwerfer-Batterie 222. Celui-ci avait lui-même été converti à partir de la 8e Batterie du Régiment d'artillerie 222 de la 181e division d'infanterie lors de l'invasion de la Norvège,.
Après leur remplacement dans le corps chimique, d'autres utilisations ont été trouvées pour les mortiers, dont la distribution aux unités de Fallschirmjäger en tant que mortiers lourds.